# Stemodia tetragona
Stemodia tetragona är en grobladsväxtart som beskrevs av Marcel Maurice Minod.
Stemodia tetragona ingår i släktet Stemodia och familjen grobladsväxter. Inga underarter finns listade i Catalogue of Life.